# Liste des députés européens de Hongrie de la 6e législature
 (février 2024).
Si vous disposez d'ouvrages ou d'articles de référence ou si vous connaissez des sites web de qualité traitant du thème abordé ici, merci de compléter l'article en donnant les références utiles à sa vérifiabilité et en les liant à la section « Notes et références ».
Cet article est une liste des députés européens élus en Hongrie pour la mandature 2004-2009, lors des élections européennes de 2004 en Hongrie.
| Nom                 | Parti                          | Groupe parlementaire européen |
| ------------------- | ------------------------------ | ----------------------------- |
| Etelka Barsi-Pataky | Fidesz-Union civique hongroise | PPE-DE                        |
| Zsolt Becsey        | Fidesz-Union civique hongroise | PPE-DE                        |
| Antonio De Blasio   | Fidesz-Union civique hongroise | PPE-DE                        |
| Alexandra Dobolyi   | MSZP                           | PSE                           |
| Szabolcs Fazakas    | MSZP                           | PSE                           |
| Kinga Gál           | Fidesz-Union civique hongroise | PPE-DE                        |
| Béla Glattfelder    | Fidesz-Union civique hongroise | PPE-DE                        |
| Zita Gurmai         | MSZP                           | PSE                           |
| András Gyürk        | Fidesz-Union civique hongroise | PPE-DE                        |
| Gábor Harangozó     | MSZP                           | PSE                           |
| Gyula Hegyi         | MSZP                           | PSE                           |
| Edit Herczog        | MSZP                           | PSE                           |
| Lívia Járóka        | Fidesz-Union civique hongroise | PPE-DE                        |
| Magda Kósáné Kovács | MSZP                           | PSE                           |
| Katalin Lévai       | MSZP                           | PSE                           |
| Viktória Mohácsi    | Alliance des démocrates libres | ADLE                          |
| Péter Olajos        | Forum démocrate hongrois       | PPE-DE                        |
| Csaba Őry           | Fidesz-Union civique hongroise | PPE-DE                        |
| Pál Schmitt         | Fidesz-Union civique hongroise | PPE-DE                        |
| György Schöpflin    | Fidesz-Union civique hongroise | PPE-DE                        |
| László Surján       | Fidesz-Union civique hongroise | PPE-DE                        |
| József Szájer       | Fidesz-Union civique hongroise | PPE-DE                        |
| István Szent-Iványi | Alliance des démocrates libres | ADLE                          |
| Csaba Tabajdi       | MSZP                           | PSE                           |